# Sphaerium patella
Sphaerium patella är en musselart som först beskrevs av Gould 1850.  Sphaerium patella ingår i släktet Sphaerium och familjen ärtmusslor. Inga underarter finns listade i Catalogue of Life.